# Andreas Dietrich Apel

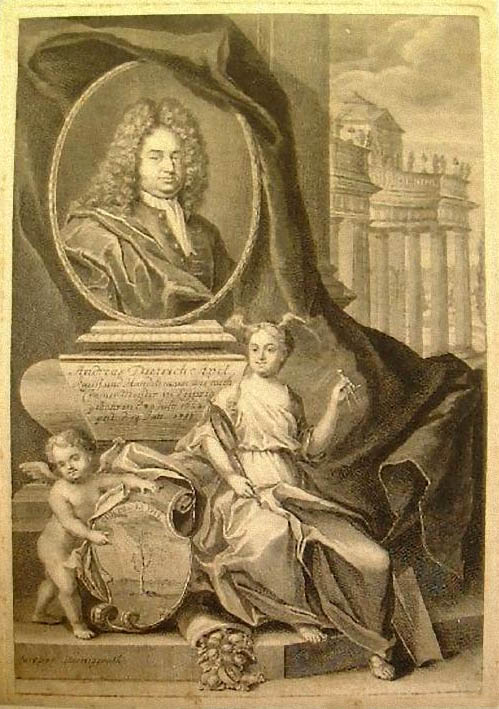
Andreas Dietrich Apel (Kupferstich nach David Hoyer)

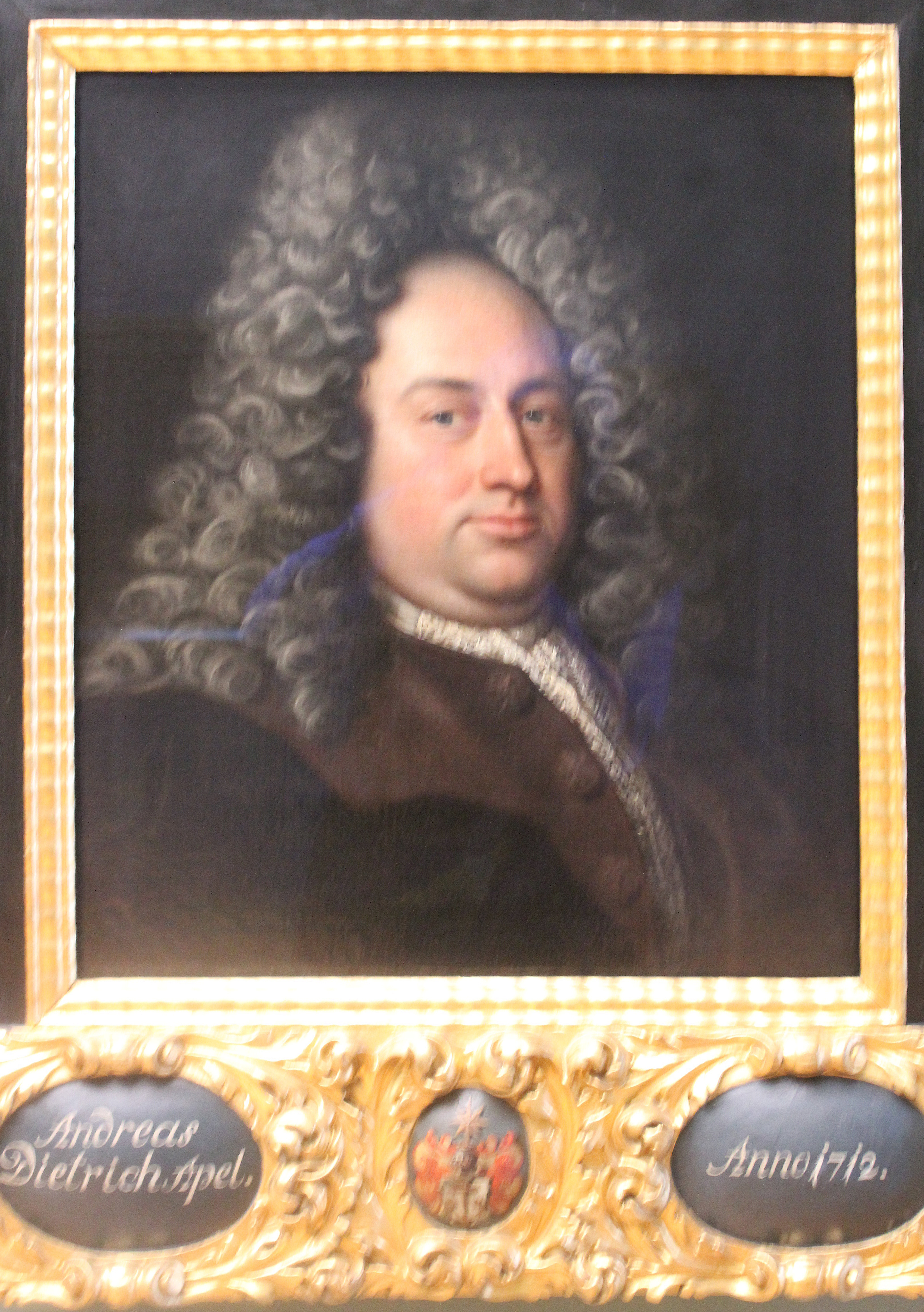
Bildnis Andreas Dietrich Apel

Andreas Dietrich Apel (* 28. Julijul. / 7. August 1662greg. in Quedlinburg; † 14. Januar 1718 in Leipzig) war ein bedeutender Leipziger Handelsherr und Seidenfabrikant.

## Leben
Apel zog nach dem Tod seines Vaters (1674) von Quedlinburg nach Leipzig, wo er im Kontor des wohlhabenden Seidenhändlers Jonas Barniske († 1700), einem Cousin seines Vaters, eine Lehrausbildung erhielt. Er unternahm in jungen Jahren Studienreisen nach Holland, Polen, Frankreich und in die Schweiz, wurde 1690 Teilhaber des Seidenhändlers Barniske und am 1. September 1691 heiratete er dessen einzige Tochter Dorothea Elisabeth († 16. März 1727).
Von seinem Schwiegervater erbte der aufstrebende Kaufmann im Jahr 1700 den vor dem Thomaspförtchen liegenden Bieringischen Garten, der bereits seit 1629 existierte und den Apel durch den 1701 erfolgten Kauf der gegenüber der Pleißenburg liegenden Schlosswiese erweiterte. August der Starke – der bei seinen Besuchen in Leipzig häufig bei Apel verweilte und von dessen Gattin sehr angetan war – schenkte dieser ein weiteres Grundstück, so dass das Ehepaar Apel ein zusammenhängendes Gebiet in der heutigen Inneren Westvorstadt besaß, das im Norden und Osten vom Pleißemühl- bzw. Diebesgraben, im Süden und Westen von der Alten Pleiße begrenzt wurde.

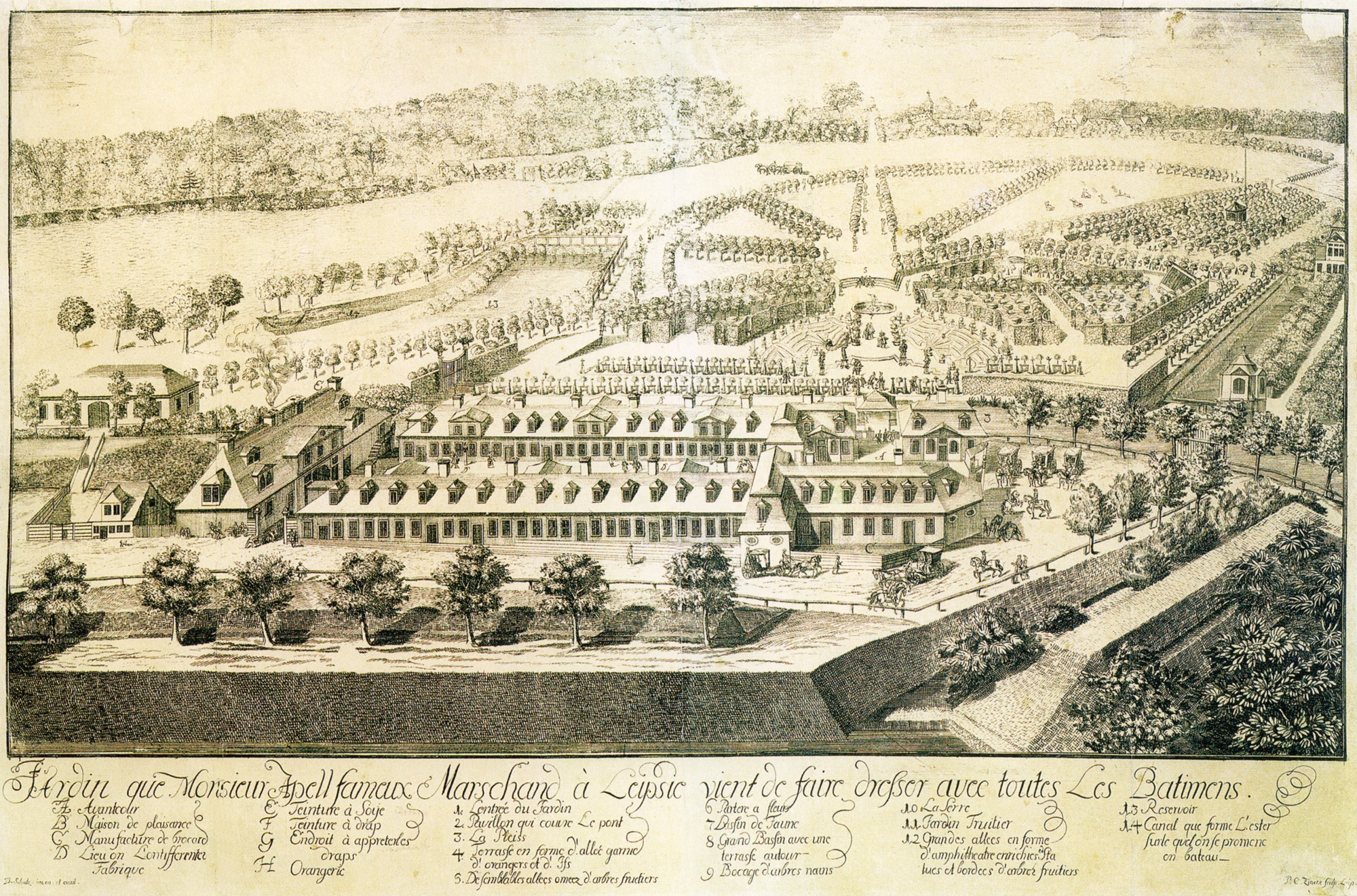
Apels Garten um 1720,
davor die Manufakturgebäude

Andreas Dietrich Apel ließ die alte Bebauung dieses Geländes abreißen und stattdessen neue Manufakturen und Werkstätten zur Herstellung von Gold- und Silbergespinsten sowie von Samt, Seiden-, Damast- und Atlasstoffen errichten. Außerdem vermarktete der geschäftstüchtige Handelsherr erstmals in Sachsen Kattun und bedruckte Tapeten-Leinwände. Apels Geschäfte florierten so erfolgreich, dass er bald mit der Umsetzung eines lang gehegten Traumes – dem Bau eines repräsentativen Barockgartens – beginnen konnte.
(siehe hierzu: Apels Garten)
Des Weiteren erwarb der Fabrikant 1704 das Welschische Haus am Markt, das bis dahin den Erben des Professors der Medizin Dr. Gottfried Welsch gehörte. Mit dem Umbau des Gebäudes beauftragte Apel dann den Leipziger Ratsmaurermeister Johann Gregor Fuchs (1650–1715), der es in den Jahren 1705/06 zum königlich-bürgerlichen Stadtpalais im Barockstil gestaltete.
(siehe hierzu: Apels Haus)
Am 23. Juli 1706 bestimmte August der Starke Apels Haus zur königlich-kurfürstlichen Residenz. 1712 wurde Andreas Dietrich Apel Meister der Kramerinnung von Leipzig.

## Bedeutung und Nachwirkung
Andreas Dietrich Apels wirtschaftliches und gesellschaftliches Wirken ermöglichte dessen Nachkommen, für ca. 150 Jahre eine herausragende Stellung in Leipzig einzunehmen. Dazu zählen der Jurist und Bürgermeister Heinrich Friedrich Innocentius Apel (1732–1802), der Jurist und Schriftsteller August Apel (1771–1816) sowie der Schriftsteller und Stifter Theodor Apel (1811–1867), dem die Messestadt 44 Apelsteine zum Gedenken an die Völkerschlacht von 1813 verdankt. Ein weiterer Nachkomme war Julius Freiherr von Apel (1805–1881), der eine militärische Laufbahn einschlug und es bis zum Generalleutnant in der sächsischen Armee brachte.
Ebenso erinnert die Apelstraße, die im Norden Leipzigs die Berliner mit der Wittenberger bzw. Dessauer Straße verbindet, an die bedeutende Familie. „Apels Haus“ gehört heute zu den Sehenswürdigkeiten der Stadt, „Apels Garten“ wurde nicht vergessen und die Halle II des Straßenbahnhofs Wittenberger Straße trug viele Jahre den Namen „Apelhalle“.